# Långmyrtjärnen (Ramsele socken, Ångermanland)
Långmyrtjärnen är en sjö i Sollefteå kommun i Ångermanland och ingår i Ångermanälvens huvudavrinningsområde.